# Congress Centrum Heidenheim

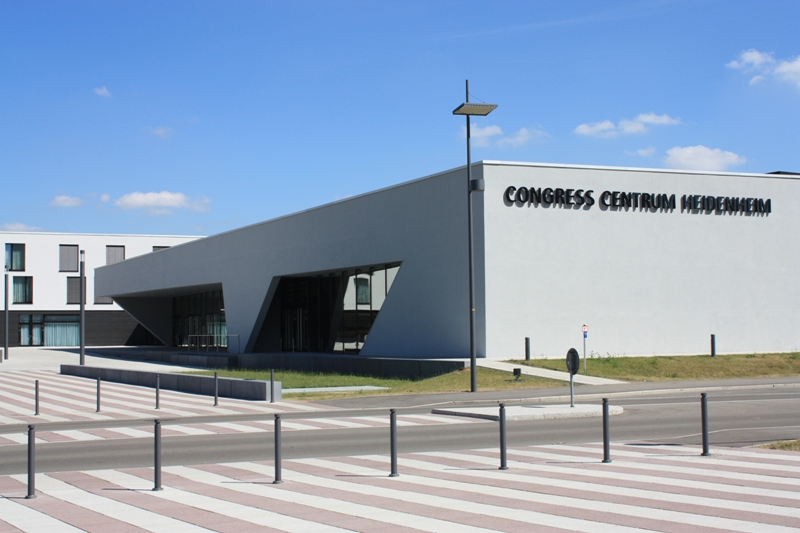
Außenansicht/Haupteingang

Das Congress Centrum Heidenheim ist ein Veranstaltungsort für Kongresse, Tagungen und kulturelle Veranstaltungen in Heidenheim an der Brenz.
Er befindet sich auf dem Heidenheimer Schlossberg zwischen Naturtheater Heidenheim und Schloss Hellenstein. Der Bau wurde im September 2009 eingeweiht.

## Architektur und bauliche Besonderheiten

Eckverglasung des Gebäudes

### Bau
Im Rahmen eines Architektenwettbewerbes wurde aus 30 Vorschlägen der Entwurf des Büros Dasch, Zürn, von Scholley aus Stuttgart ausgewählt und durch Beschluss des Gemeinderats im Juni 2006 mit der Realisierung beauftragt. Mit Rücksicht auf die bestehenden städtebaulichen Proportionen wurde bei der Planung Wert auf eine Eingliederung in die bestehende Topografie gelegt und der Baukörper des Kongresszentrums in eine Senke integriert. Für den Bau des Hotels, das durch einen verglasten Verbindungsgang mit dem Kongresszentrum verbundenen ist, und der dazwischenliegenden Tiefgarage war es erforderlich, den Schlossberg um etwa 16 Höhenmeter abzutragen, so dass sich die Trauflinie des Tagungshotels heute in etwa auf der Höhe des ehemaligen Geländehochpunktes befindet.
Das an das Congress Centrum Heidenheim angebundene Tagungshotel zieht sich als rund 140 Meter langer Gebäudekomplex direkt an der Hangkante des Schlossberges über der Stadt Heidenheim entlang. Das um etwa zwei Meter zurückgesetzte Erdgeschoss soll die schlanke Gebäudestruktur unterstreichen und die beiden Obergeschosse als frei schwebende Gebäudeteile erscheinen lassen.
Das gesamte Areal umfasst etwa 42.400 m², die Baukosten betrugen 52 Millionen Euro.

### Innenräume
Die Besuchergarderobe im Kongresszentrum besteht aus einer grünen Glaswand, welche die grün- und waldreiche Umgebung auf dem Schlossberg Heidenheims widerspiegeln soll.
In den Foyers des Gebäudes wurde ein Jura-Marmor Steinboden aus Süddeutschland gelegt. Je nach Schicht, aus der der Stein gesägt wird, hat der Jura-Marmor verschiedene Farben und andere Gesteinseinschlüsse.
Der größte Saal im Congress Centrum Heidenheim, der bis zu 1 300 Sitzplätze bietet, wurde nach Martin Hornung, dem ehemaligen Bürgermeister der Stadt Heidenheim, Amtszeit 1969–1993, benannt.
Der Bühnenboden im Martin-Hornung-Saal besteht aus Douglasie, 45 mm. 
Die Lamellenfassaden des Saals wurden überwiegend aus optischen Gründen angebracht: Da der Raum ansonsten in Schwarz gehalten ist, sollen die Holzlamellen mit einer dreifarbigen Lackierung dem Raum Spannung und Dynamik verleihen. Von der Bühne nach hinten betrachtet sind die Farben heller, wenn sich dagegen der Zuschauer auf seinen Platz begeben hat und auf die Bühne schaut, sind die Farben dunkler und zurückhaltender gewählt, um den Fokus auf dem Ereignis auf der Bühne zu belassen. Die Lamellen sollen sich zudem positiv auf die Raumakustik auswirken und Lüftungs- und Akustikschlitze unauffällig kaschieren.
Die Scheibenfront im Großen Foyer ist außergewöhnlich, da die Scheibenformate am Maximum des Möglichen gehalten sind. Hinzu kam während der Bauphase auch die Schwierigkeit, dass sich der Betonträger laut Berechnungen um bis zu 8 cm setzen kann. Das führte bei den Anschlussdetails zu immensen Problemen, besonders wegen des Sichtbetons. Durch Blechleibungen, die so ausgeführt sind, dass sich der Träger theoretisch noch setzen könnte, wurde auch dieses Problem gelöst. Die Scheiben wurden mit größtem Sonnenschutzwert ausgeführt, um einen außenliegenden Sonnenschutz an der Ost-Fassade zu vermeiden.

Besuchergarderobe mit grüner Glaswand
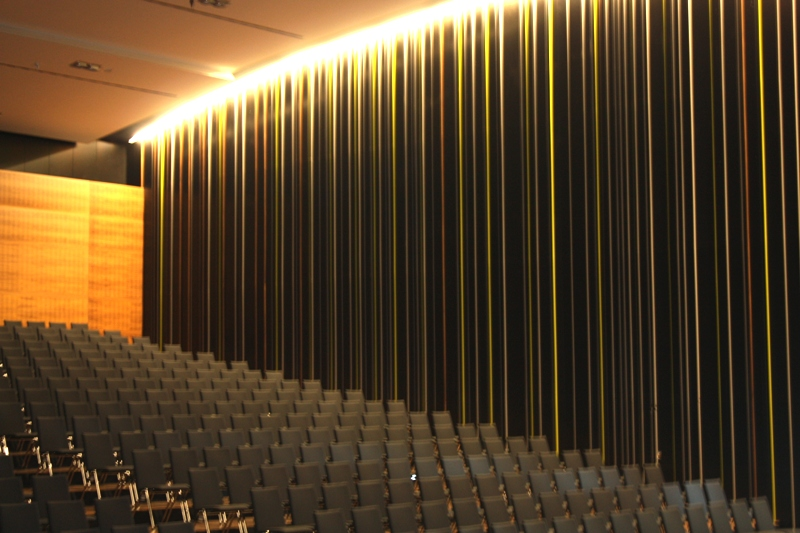
Martin-Hornung-Saal, Wand mit Holzlamellen
Scheibenfront im Großen Foyer